# Shogo Omachi
Shogo Omachi (født 4. maj 1992) er en japansk professionel fodboldspiller.
Han har spillet for flere forskellige klubber i sin karriere, herunder Zweigen Kanazawa.